# Araneus viridiventris
Araneus viridiventris Yaginuma, 1969 è un ragno appartenente alla famiglia Araneidae.

## Distribuzione
La specie è stata rinvenuta in località della Cina, Giappone e nell'isola di Taiwan.

## Tassonomia
Non sono stati esaminati esemplari di questa specie dal 2009
Attualmente, a dicembre 2013, non sono note sottospecie